# Санграм Сингх
Санграм Сингх (12 апреля 1484 — 30 января 1528) — раджпутский раджа княжества Мевар с 1509 года.

## Биография
Происходил из раджпутского клана Сесодия. В юности Санграму пришлось некоторое время бороться за трон своего отца Раны Раймала. В 1510-х годах началась длительная война с Малавским султанатом. Попытка последнего опираться на помощь династии Лоди не принесла успеха — Санграм Сингх разбил войска Махмуда II, султана Малавы, захватив того в плен. Однако раджпутский князь вернул трон султану Махмуду.
В 1517 году он начал войну против Ибрахим-шаха Лоди, которая длилась с переменным успехом до 1518 года. В этих битвах Санграм Сингх потерял глаз и руку, в то же время распространив свою власть почти всю Раджпутану. Вскоре Ибрахим-шах Лоди пытался отвоевать утраченные земли, однако в 1519 году раджпуты Санграма разгромили войска Лоди при Дхолпури. В дальнейшем война периодически вспыхивала снова.
В 1525 году Санграм Сингх заключил союз с Бабуром против Ибрахим-шаха Лоди, надеясь тем самым уничтожить Делийский султанат. Однако после поражения Лоди в 1526 году в битве при Панипат и утверждения Бабура на севере Индии раджпутский князь осознал свою ошибку, после чего выступил против войск Бабура. Сначала он захватил город Кандар, затем Баяну (в 70 км от Агры). Решающая битва при Кханве состоялась 16 марта 1527 года (рядом с Фатехпур-Сикри), где Санграм потерпел поражение и был тяжело ранен.
Умер он 30 января 1528 года у города Калпи.